# Opera IX
Az Opera IX olasz szimfonikus black metal zenekar. Lemezeiket az Avantgarde Music és Displeased Records kiadók jelentetik meg.

## Története
1988-ban alakultak meg Biella-ban. Gothic metal zenekarként kezdték pályafutásukat. Ossian gitáros alapította, aki a mai napig része az együttesnek. Az eredeti felállás a következő volt: Cadaveria - ének, Ossian - gitár, Vlad - basszusgitár, Flegias - dobok. Közülük mára már csak Ossian képviseli a zenekart. 1990-ben jelentették meg első demójukat. A gothic, black és death metal műfajok keveredtek az albumon. Kiadtak még egy demót, majd 1993-ban egy EP-t is piacra dobtak. 1993-ban Silent Bard billentyűs csatlakozott az Opera IX-hez. Első nagylemezüket 1995-ben adták ki. Az album után Silent Bard helyére új billentyűs került: Triskent. 1998-ban második stúdióalbumuk is piacra került. 2000-ben feliratkoztak az Avantgarde Music-hoz. A második nagylemezen megint új billentyűs játszott: Lunaris. 2000-ben harmadik nagylemezük is megjelent. 2002-ben piacra került az Opera IX negyedik stúdióalbuma is, de ekkor Flegias és Cadaveria elhagyták az együttest, hogy új zenei társulatot alapítsanak. Helyükre Taranis dobos és Madras énekes került. Madras és Taranis a 2004-es nagylemez készítése után szintén kiléptek a zenekarból. 2012-ben, 2015-ben és 2018-ban is piacra dobtak nagylemezeket.

## Tagok
- Ossian – gitár (1988–)
- Dipsas Dianaria – ének (2018–)
- Charon – basszusgitár
- m:A Fog – dobok (2014–)
- Allesandro Muscio – billentyűsök (2014–)

Volt tagok:
- Daniel Vintras – ének (1990)
- Cadaveria – ének (1992–2001)
- Madras – ének (2001–2002)
- M The Bard – ének, gitár (2003–2014)
- Abigail Dianaria – ének (2014–2018)
- Vlad – basszusgitár (1990–2014)
- Scurs – basszusgitár
- Flegias (Marcelo Santos) – dobok (1992–2001)
- Taranis – dobok (2001–2002)
- Dalamar – dobok (2003–2014)
- Silent Bard – billentyűsök (1993–1995)
- Triskent – billentyűsök (1995–1997)
- Lunaris – billentyűsök (1997–2006)

## Diszkográfia
- The Call of the Wood (1995)
- Sacro Culto (1998)
- The Black Opera: Symphoniae Mysteriorum in Laudem Tenebrarum (2000)
- Maleventum (2002)
- Anphisbena (2004)
- Strix: Maledictae in Aeternum (2012)
- Back to Sepulcro (2015)
- The Gospel (2018)

## Egyéb kiadványok
Demók
- Gothik (1990)
- Demo '92

EP-k
- The Triumph of the Death (1993)

Koncertalbumok
- The Triumph of the Death (1994)
- Live at Babylonia (1998)
- Mythology XX Years of Witchcraft (2008)
- Sabbatical Live (2013)

Válogatáslemezek
- 90-92-93 The Early Chapters (2007)